# بروکلین ایزه
بروکلین ایزه (انگلیسی: Brooklyn Ezeh؛ زادهٔ ۲۳ ژوئن ۲۰۰۱) بازیکن فوتبال اهل آلمان است.